# Amalda rubiginosa
Amalda rubiginosa is een slakkensoort uit de familie van de Olividae. De wetenschappelijke naam van de soort is voor het eerst geldig gepubliceerd in 1823 door Swainson.